# شفیع عباسی
محمدشفیع عباسی نقاش و خطاط ایرانی اهل اصفهان در قرن ۱۱ هجری‌قمری و دورهٔ صفوی بود. محمدشفیع از شاگردان رضا عباسی بود که در نقاشی و در خطاطی از جمله استادان دوران خود محسوب می‌شد. او بیشتر نقاشی‌های خود را در مورد حیوانات و در مرحله بعد از طبیعت الهام می‌گرفت در خطاطی نیز خطوط نسخ و رقاع و نستعلیق را به استادی می‌نوشت.
شفیع عباسی از نقاشان دربار شاه صفی اول و شاه عباس دوم بود. برخی از روایات‌ها حاکی از این است که او به هند رفته و در شهر آگره فوت کرد.

## آثار هنری

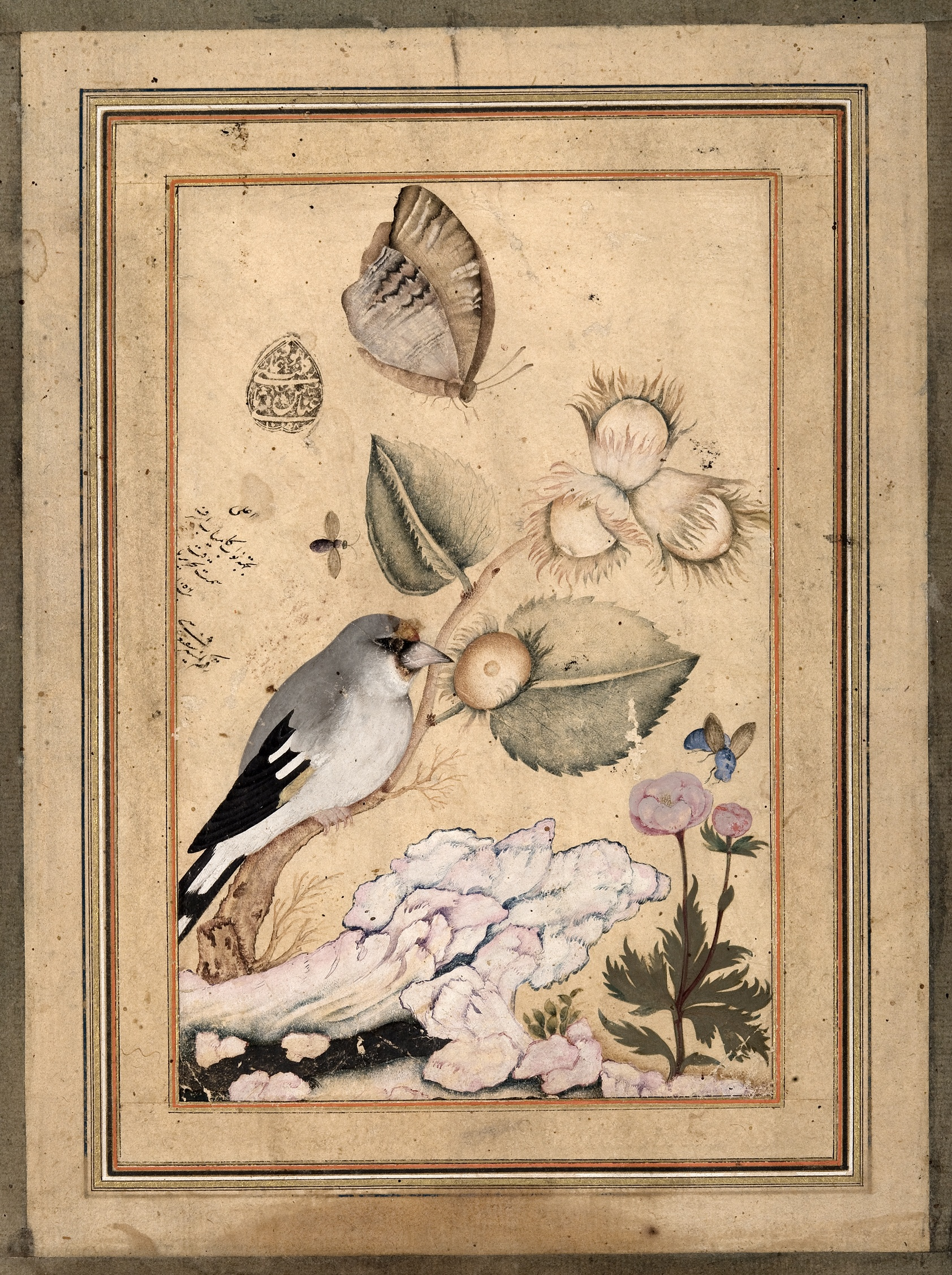
گل و مرغ اثر شفیع عباسی

- تصویر شانه‌بسری که روی ساقه‌های پر گل نشسته و دو زنبور و یک پروانه در جوار گلها دیده‌می‌شود، با رقم: کمینه شفیع عباسی سنه ۱۰۴۴؛
- تصویر گل سنبل پر غنچه‌ای که دارای هفت یا هشت غنچه و گل است و به خط نستعلیق رقم نهاده. با رقم: کمینه محمد شفیع اصفهانی، سنه ۱۰۵۰؛
- تصویر مرغ سینه‌سرخی که روی ساقهٔ نرگس نشسته و آن را خم کرده‌است، با رقم: در تاریخ… سنهٔ ۱۰۶۲... کمینه شفیع عباسی؛
- تصویر کبک چاقی که روی شاخهٔ گل‌سیب نشسته و مشغول آوازخوانی است؛ با رقم: کمینه شفیع عباسی سنه ۱۰۶۶؛
- قلمدان گل و بوته‌ای، با رقم: «محمد شد شفیع هر دو عالم».

در «احوال و آثار نقاشان» به هشت اثر دیگر وی اشاره شده‌است.